# 35316 Монелла
35316 Монелла (35316 Monella) — астероїд головного поясу, відкритий 11 січня 1997 року.
Тіссеранів параметр щодо Юпітера — 3,309.